# Miss Scarlet and The Duke
Miss Scarlet and The Duke ist eine britische Krimiserie, die seit 2019 von A+E Network International in Dublin produziert wird. Erschaffen wurde die Serie nach einer Idee der Drehbuchautorin Rachael New. In den Titelrollen sind die englische Schauspielerin Kate Phillips und der schottische Darsteller Stuart Martin zu sehen. Die Serie ist seit dem 31. März 2020 auf dem britischen Alibi Channel zu sehen. In Deutschland hat sich der Sender RTL die Rechte an der Ausstrahlung gesichert und zeigt die Folgen seit dem 1. September 2020 auf seiner Streaming-Plattform RTL+.

## Handlung
Die Serie spielt im London des 19. Jahrhunderts zu einer Zeit, als Frauen wenige bis gar keine Rechte hatten und die Ehe ihnen die einzige Möglichkeit für finanzielle Sicherheit bot. Die junge Eliza Scarlet (Kate Phillips) wird deshalb vor eine schwierige Entscheidung gestellt, als ihr Vater plötzlich stirbt und ihr lediglich einen Berg unbezahlter Rechnungen hinterlässt. Entgegen den Ratschlägen aus ihrem Umfeld entschließt sich Eliza, gesellschaftliche Normen zu ignorieren und übernimmt kurzerhand das Detektivbüro ihres Vaters selbst. Ganz ohne männliche Hilfe kann sie sich jedoch nicht in der patriarchalischen Welt des viktorianischen Zeitalters behaupten. Sie findet sie Unterstützung von drei Männern. Scotland Yard Detective Inspector William Wellington (Stuart Martin), der von allen nur „Duke“ genannt wird, ist ein langjähriger Freund der Familie und ein Frauenheld mit einem gewissen rauen Charme. Der auf Jamaika geborene Moses (Ansu Kabia) ist in der Hoffnung auf ein besseres Leben nach London gekommen, aber in zwielichtige Kreise geraten. Der wohlhabende Rupert Parker (Andrew Gower) wird von seiner Mutter gezwungen, um die Hand Elizas anzuhalten, zeigt sich aber überaus erleichtert, als sie den Antrag ablehnt. Er ist nämlich heimlich homosexuell, was ihn ebenso zu einem Außenseiter wie Eliza macht. Die beiden entwickeln eine Freundschaft und Rupert entschließt sich, Elizas Detektei zu finanzieren.

## Produktion
Die sechs Folgen der ersten Staffel wurden im Sommer 2019 in und um Dublin nach den Drehbüchern von Rachael New und unter der Regie von Declan O’Dwyer verfilmt. Die Produktion der 2. Staffel war ursprünglich für September 2020 geplant, wurde dann jedoch aufgrund der erschwerten Drehbedingungen während der Covid-19-Pandemie auf unbestimmte Zeit verschoben. Am 29. März 2021 verkündete der US-amerikanische Sender PBS die Serie in Eigenregie fortzusetzen, nachdem A&E International offiziell aus der Produktion ausgestiegen war.